# ジョシュ・グリーンフェルド
ジョシュ・グリーンフェルド（Josh Greenfeld、1928年2月27日 - 2018年5月11日）は、アメリカ合衆国の作家、脚本家。マサチューセッツ州・モールデン出身。
妻は米谷ふみ子。息子はカール・タロウ・グリーンフェルド。
1974年の映画『ハリーとトント』の脚本を書き、アカデミー賞候補となったことで最も有名。作家としては、自閉症の次男ノアを描いた数々の作品で知られる。
2018年5月11日、肺炎のためカリフォルニア州の病院で死去。90歳没。

## 著作
- Harry and Tonto（「ハリーとトント」）（1974）
  - 『ハリーとトント　サラ・プランタン』（ポール・マザースキーと共著、木村譲治 訳; 二見書房 / 1975年）

- "A Child Called Noah"
  - 『わが子ノア　自閉症児を育てた父の手記』(文春文庫)（米谷ふみ子と共著; 文藝春秋 / 1996年3月 / ISBN 9784167309626）

- "A Place for Noah"
  - 『ノアの場所　自閉症児に安住の地はあるか』（米谷ふみ子と共著; 文藝春秋 / 1989年10月 / ISBN 9784163639208）
    - 『ノアの場所　自閉症児に安住の地はあるか』(文春文庫)（文藝春秋 / 1996年4月 / ISBN 9784167309633）

- "A Client Called Noah"
  - 『依頼人ノア　思春期を迎えた自閉症児』（米谷ふみ子と共著; 文藝春秋 / 1989年11月 / ISBN 9784163639307）
    - 『依頼人ノア　思春期を迎えた自閉症児』(文春文庫)（文藝春秋 / 1996年8月 / ISBN 9784167309688）

- "O for a Master of Magic" （小説）
- "The Return of Mr. Hollywood" （小説）
- "What Happened As This" （小説）
- "Clandestine on the Morning Line" （演劇）
- "I Have a Dream" （演劇）
- "The Last Two Jews of Kabul" （演劇）